# Пурье, Атс
Атс Пурье (эст. Ats Purje; 3 августа 1985, Таллин) — эстонский футболист, нападающий эстонского клуба «Калев» (Таллин). Выступал за национальную сборную Эстонии.

## Биография

### Клубная карьера
Воспитанник таллинской футбольной школы, тренер — Айвар Тийдус. На взрослом уровне начал карьеру, выступая в четвёртом и третьем дивизионах за «Реал» и в Эсилиге за «Маарду ЯК».
В 2003 году перешёл в систему «Левадии». 15 марта 2003 года дебютировал в высшей лиге Эстонии, выступая за вторую команду «Левадии» (представлявшую тогда Таллин) в игре против главной команды клуба (из Маарду). В июле 2003 года дебютировал в составе основной «Левадии». За пять сезонов в составе клуба становился трёхкратным чемпионом (2004, 2006, 2007) и трёхкратным обладателем Кубка Эстонии (2004, 2005, 2007).
В декабре 2007 года перешёл в финский «Интер» (Турку), подписав двухлетний контракт. 12 апреля 2008 года стал обладателем первого трофея в новом клубе — Кубка финской лиги. В чемпионате Финляндии дебютировал 27 апреля 2008 года в матче с командой «РоПС» и в этой же игре забил свой первый гол. Со своей командой стал чемпионом Финляндии 2008 года и обладателем Кубка Финляндии 2009 года.
Весной 2010 года был на просмотре в американском «Реал Солт Лейк». В июне 2010 года подписал годичный контракт с кипрским «АЕП» (Пафос). Дебютировал в чемпионате Кипра 29 августа 2010 года в матче против «Этникос» (Ахна) и в этой же игре забил свой первый гол. Осенью 2011 года выступал на Кипре за «Этникос» (Ахна).
В апреле 2012 года подписал однолетний контракт с финским «КуПС», который затем продлил ещё на два года. В 2012 году стал лучшим бомбардиром клуба с шестью голами и был признан лучшим игроком клуба в сезоне. В 2014 году снова стал лучшим снайпером клуба (9 голов).
В 2015 году вернулся на родину и подписал трёхлетний контракт с «Нымме Калью», с этой командой стал обладателем Кубка Эстонии 2015 года и два года подряд был лучшим бомбардиром клуба.
В декабре 2016 года вернулся в «КуПС», подписав однолетний контракт.
В декабре 2020 года заключил контракт с таллинским клубом «Калев».

### Карьера в сборной
Выступал за юношескую и молодёжную сборные Эстонии.
В национальной сборной дебютировал 11 октября 2006 года в матче с Россией, заменив Теэта Алласа на 81-й минуте. Первый гол забил 20 августа 2008 года в ворота сборной Мальты. Всего по состоянию на декабрь 2017 года сыграл за сборную 64 матча и забил 9 голов.

### Тренерская карьера
В декабре 2020 года возглавил дубль таллинского клуба «Калев»

## Достижения
- Чемпион Эстонии (3): 2004, 2006, 2007
- Обладатель Кубка Эстонии (4): 2004, 2005, 2007, 2015
- Чемпион Финляндии (1): 2008
- Обладатель Кубка Финляндии (1): 2009
- Кубок Финской лиги: 2008